# Münsterland Giro 2018

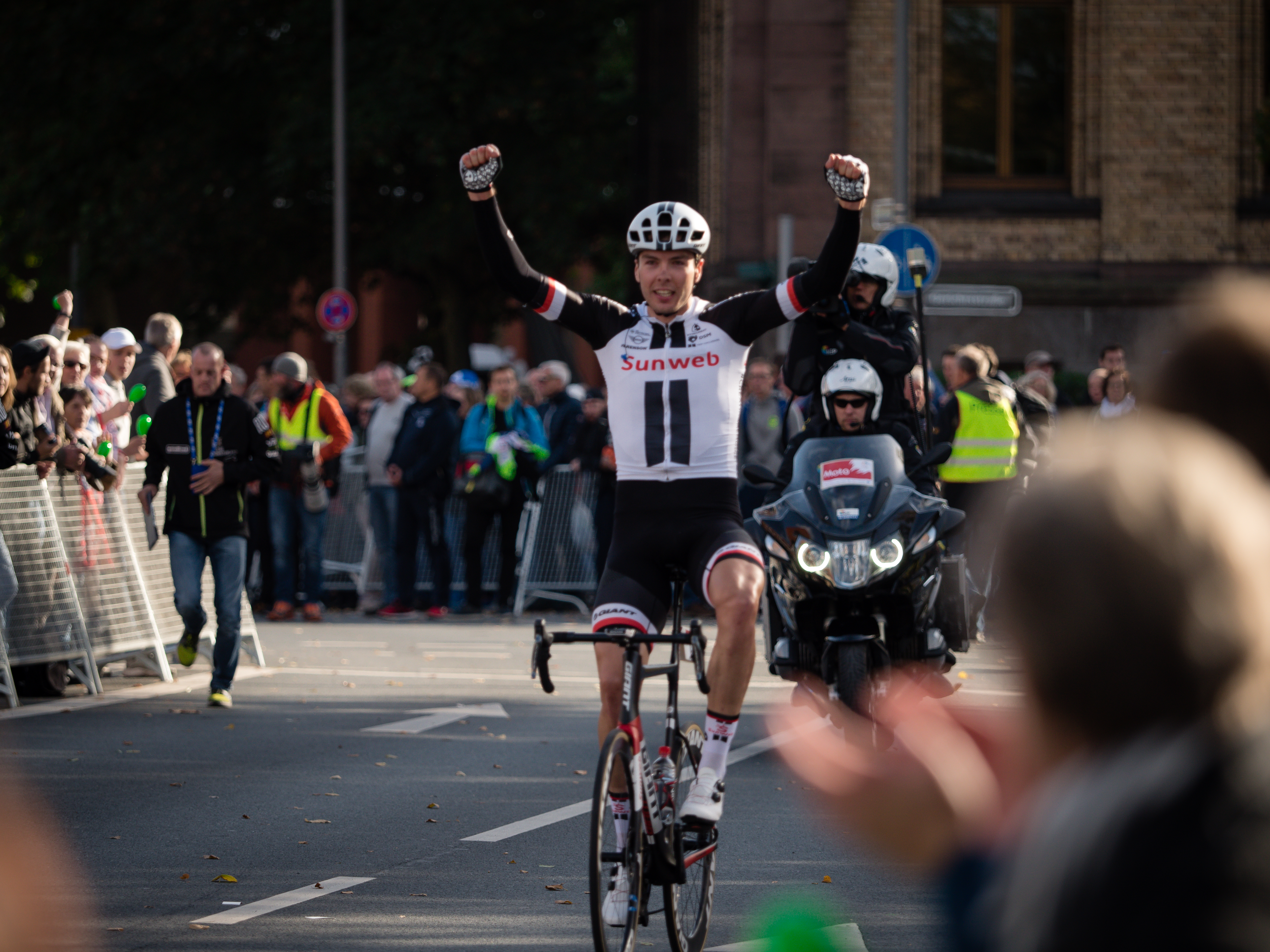
Max Walscheid jubelnd nach dem Zieldurchlauf

Der 13. Münsterland Giro 2018 war ein deutsches Straßenradrennen im Münsterland/Nordrhein-Westfalen mit Start in Coesfeld (Kreis Coesfeld) und Ziel in Münster am Schlossplatz nach 198 km. Es fand am Mittwoch, 3. Oktober 2018, statt. Zudem war es Teil der UCI Europe Tour 2018 und dort in der Kategorie 1.HC eingestuft.
Sieger im Massensprint wurde Max Walscheid vor John Degenkolb.

## Teilnehmende Mannschaften
| WorldTeams (7)- Bora-Hansgrohe - Team Sunweb - Katusha-Alpecin - Trek-Segafredo - Lotto Soudal - Dimension Data - Quick-Step Floors Professional Continental Teams (9)- Cofidis, Solutions Crédits - Gazprom-RusVelo - CCC Sprandi Polkowice - Roompot-Nederlandse Loterij - Sport Vlaanderen-Baloise - Team Novo Nordisk - WB-Aqua Protect-Veranclassic - Wanty-Groupe Gobert - Israel Cycling Academy Continental Teams (7)- Bike Aid - Heizomat Rad-Net.De - LKT Brandenburg - Dauner D&DQ-Akkon - Lotto-Kern-Haus - Team Sauerland NRW p/b SKS GERMANY - Leopard |
| |

## Strecke
Der Start erfolgte um 11:30 Uhr in Coesfeld. Über Darup, Billerbeck, Darfeld, Asbeck und Heek ging es zunächst nach Ahaus. Von dort wurde eine Schleife über Stadtlohn und Gescher zweimal durchfahren, ehe es zum Startort Coesfeld zurück und dann zum zweiten Mal in die Baumberge und weiter in Richtung Zielort ging.

## Rennergebnis
| \| Gesamtwertung \| Gesamtwertung \| Gesamtwertung \| Gesamtwertung \| Gesamtwertung \| \| Fahrer \| Fahrer \| Land \| Team \| Zeit \| \| ------------- \| ------------------ \| ------------- \| ------------------------ \| --------------- \| \| 1. \| Max Walscheid \| Deutschland \| Team Sunweb \| 4 h 42 min 15 s \| \| 2. \| John Degenkolb \| Deutschland \| Trek-Segafredo \| + 0 s \| \| 3. \| Nils Politt \| Deutschland \| Katusha-Alpecin \| + 0 s \| \| 4. \| André Greipel \| Deutschland \| Lotto-Soudal \| + 0 s \| \| 5. \| Pascal Ackermann \| Deutschland \| Bora-Hansgrohe \| + 0 s \| \| 6. \| Florian Sénéchal \| Frankreich \| Quick-Step Floors \| + 0 s \| \| 7. \| Alexander Krieger \| Deutschland \| Leopard Pro Cycling \| + 0 s \| \| 8. \| Mathias Van Gompel \| Belgien \| Sport Vlaanderen-Baloise \| + 0 s \| \| 9. \| Szymon Sajnok \| Polen \| CCC Sprandi Polkowice \| + 0 s \| \| 10. \| Lucas Carstensen \| Deutschland \| Bike Aid \| + 0 s \| |                    |             |                          |                 |
| |                    |             |                          |                 |
| Quelle: ProCyclingStats |                    |             |                          |                 |
| Gesamtwertung |                    |             |                          |                 |
| Fahrer | Fahrer             | Land        | Team                     | Zeit            |
| 1. | Max Walscheid      | Deutschland | Team Sunweb              | 4 h 42 min 15 s |
| 2. | John Degenkolb     | Deutschland | Trek-Segafredo           | + 0 s           |
| 3. | Nils Politt        | Deutschland | Katusha-Alpecin          | + 0 s           |
| 4. | André Greipel      | Deutschland | Lotto-Soudal             | + 0 s           |
| 5. | Pascal Ackermann   | Deutschland | Bora-Hansgrohe           | + 0 s           |
| 6. | Florian Sénéchal   | Frankreich  | Quick-Step Floors        | + 0 s           |
| 7. | Alexander Krieger  | Deutschland | Leopard Pro Cycling      | + 0 s           |
| 8. | Mathias Van Gompel | Belgien     | Sport Vlaanderen-Baloise | + 0 s           |
| 9. | Szymon Sajnok      | Polen       | CCC Sprandi Polkowice    | + 0 s           |
| 10. | Lucas Carstensen   | Deutschland | Bike Aid                 | + 0 s           |